# Las Regueras
Las Regueras (en asturiano: Les Regueres) es un concejo de la comunidad autónoma del Principado de Asturias. Limita por el norte con Illas y Llanera, por el sur con Grado, por el oeste con Candamo y por el este con Oviedo y Llanera de nuevo.
Toma el nombre por la abundancia de corrientes de agua, riachuelos  y regueros que bañan todo el suelo del municipio. Su extensión total abarca una superficie de 65,80 km² y su población es de 1874 habitantes (INE 2017), siendo las localidades de Escamplero y Satullano (capital del concejo) las que mayor número de personas agrupan. La carretera AS-372, que atraviesa el concejo de este a oeste, es su principal vía de comunicación. Otras vías importantes son la AS-371, que llega desde Oviedo, y la AS-233 que viene de Avilés. Cuenta del mismo modo con línea ferroviaria que va de Oviedo a San Pedro de Nora.

## Geografía
El terreno de Las Regueras corresponde principalmente al devoniano, presentando cuatro clases de rocas distintas, la arenisca, la pizarra, la margosa y la caliza. La arenisca nos muestra varias intercalaciones de cuarcitas, dándose en el territorio la arenisca gris o parda y la roja. La roja se muestra cargado de óxido de hierro en muchas ocasiones, lo que le da cierto carácter de mineral de hierro, y la gris es muy utilizada para el uso de piedra de construcción. Las pizarras nunca llegan a constituirse en hojas grandes como sucede en el occidente de la región, alternando aquí con areniscas, grauwacka e incluso calizas. Estas también se presentan muy variadas, presentándose en las zonas más accidentadas del concejo como ásperas puntas. En casi toda la formación devoniana, los ríos, riachuelos y corrientes de agua, corren paralelos al sentido general del terreno, que toma una dirección noroeste-suroeste.
El relieve no presenta unos accidentes destacados, constituido por montes, colinas y picos de poca altitud. Las mayores alturas se dan por el tercio occidental, con la presencia de dos alineaciones paralelas, la sierra del Cogollo por una parte, y las de Burafán, Pedroso y del Peral por la otra. En todas estas montañas las alturas se sitúan alrededor de los 600 metros.

### Hidrografía

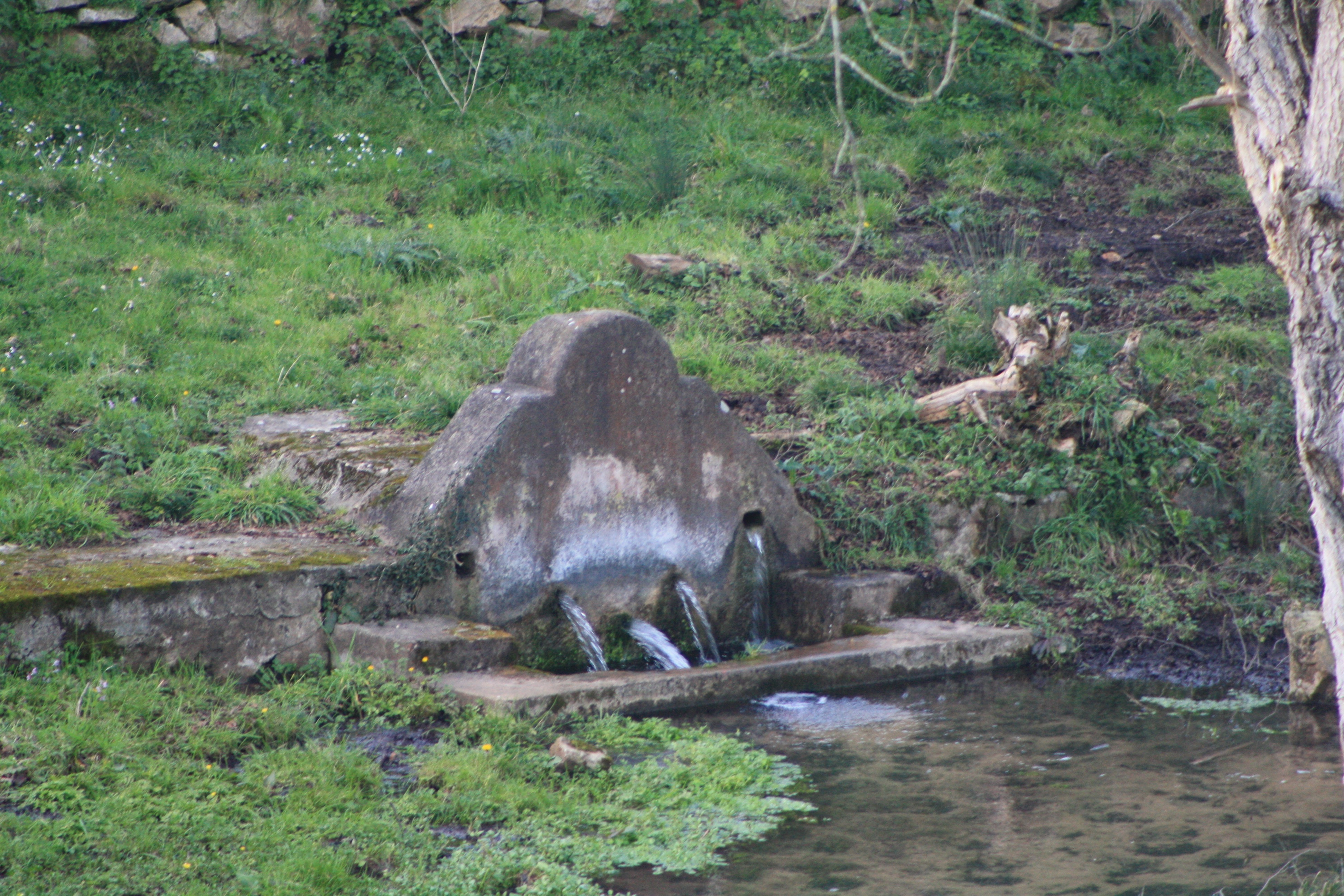
Fuente La Riba. Santullano

Su red hidrográfica es variada y múltiple, siendo el río Nalón, accidente geográfico que hace de límite por el sur, su principal exponente y al que van a parar la mayoría de las corrientes de aguas que hay diseminadas por todo el suelo municipal. El río Nora también discurre por el concejo, señalando en la mayor parte de su recorrido el límite entre Las Regueras y Oviedo. Otros ríos del municipio son el Soto y el Andallón, afluentes del Nalón por su parte derecha.

### Clima
Todas estas características orográficas, así como su situación cercana al mar, determinan aquí un clima caracterizado por unas temperaturas moderadas, una abundancia de las nieblas, sobre todo en las proximidades del río Nalón, y una humedad muy grande. También hay que destacar la presencia de fuertes rachas de viento, siendo los provenientes del noroeste y del nordeste los que muestran una mayor virulencia.

## Historia

### Prehistoria y Edad Antigua

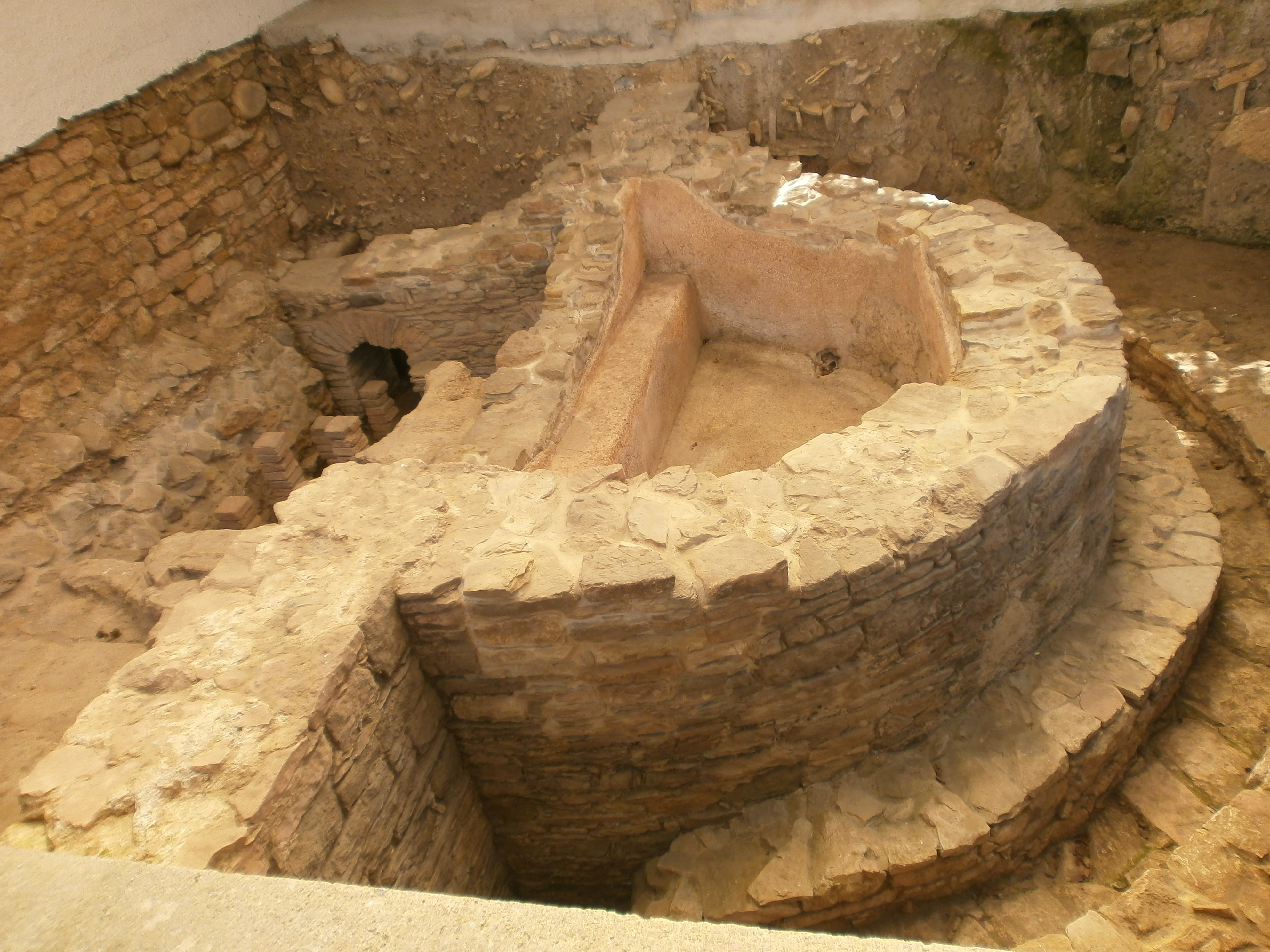
Termas romanas de Valduno

Ya desde tiempos prehistóricos el concejo de Las Regueras estuvo habitado, como lo demuestran los restos líticos hallados en Valduno y Soto, cronológicamente relacionados con el Paleolítico inferior y el Musteriense. También se han encontrado restos paleolíticos en las cuevas de La Paloma, La Oscura, Sofoxó, La Ancenia y Las Mestas. De la época neolítica también se han hallado vestigios históricos, teniéndose constancia de la aparición de diversos campos tumulares en Trasmonte y Piedrafita.
Dentro de los asentamientos castreños se han encontrado varios poblados fortificados, como los de Los Vallaos, en Valduno, el Castrillón de Areces y el pico Ruedes de Valsera, correspondiendo la construcción de todos ellos a la etapa de la Edad de Hierro. La época colonizadora romana deja el testimonio de varias construcciones en el territorio, agrupándose en torno a villas y explotaciones agrícolas. A este periodo corresponde, del mismo modo, una estela funeraria del siglo II, encontrada en la iglesia de Valduno y que estaba dedicada a Sestio Munigálico, hijo de Progeneo Quadrato.  También dejó en el municipio el paso de una antigua calzada romana que iba de Astorga a Lugo de Llanera, y que tuvo una gran importancia en las comunicaciones con el occidente Astur, hasta que en el siglo XIX se construyó la carretera a Grado por Trubia.

### Edad Media
En la época de la monarquía asturiana varias son las referencias documentales que hay de los monasterios de Santa María de Valsera, San Martín de Escamplero, San Juan de Trasmonte y San Pedro de Nora, rodeándolos caseríos, villas y grandes plantaciones. Durante esta época el obispado de Oviedo se hace con el poder de la mayor parte de la superficie municipal, gracias a las donaciones efectuadas por distintos reyes, así como gente particular, siendo una de las más importantes la realizada por Ramiro II en la que se cedían las iglesias de Nora, Valduno, Valsera y Viado.
Por culpa de las disputas que tenían los poderes eclesiásticos de Oviedo y Lugo, el rey Alfonso VII, bajo recomendación papal, tuvo que convocar a ambas preladías para poner fin a tal discusión, concediéndole al obispado asturiano, entre otras, la jurisdicción total del territorio que abarcaba los ríos Nora y Nalón, en la cual se encontraba el municipio de Las Regueras. Años más tarde el monarca Fernando II cede todo el territorio que poseía la corona en el concejo, pasando a quedar bajo jurisdicción total de la mitra ovetense. Varios son los encomendadores que rigieron los destinos de Las Regueras durante la dominación eclesiástica, siendo Rodrigo Álvarez de las Asturias y Pedro Menéndez Valdés dos de los más destacados. Durante este periodo el obispo Diego otorga al municipio en 1421 la Carta Puebla, siendo la última de las concedidas en toda la región asturiana.
Esta situación de dependencia acaba en 1587, bajo mandato de Felipe II, y en la que se produce la famosa desamortización de los bienes eclesiásticos por parte de la corona con el fin de pagar los suculentos gastos en los que incurrió la corona española por causa de las diversas batallas en las que se había metido. De esta manera, Las Regueras queda constituida como municipio independiente, estableciéndose la capital en la localidad de Viado.
Como ya se ha comentado, la antigua calzada romana fue trascendental durante un largo período, adquiriendo gran importancia dentro del peregrinaje a Santiago de Compostela, encuadrada dentro de la llamada Ruta del Francés. A raíz de esto dos son los "hospitales de peregrinos" que hubo en toda la zona, uno en Escamplero, citado en un documento de 1409, y otro en Premoño llamado de Santa Ana.

## Demografía
Las Regueras cuenta con una población de 1875 habitantes (INE 2024).
| Gráfica de evolución demográfica de Regueras (Las) entre 1842 y 2021                                                |
| |
| Población de derecho según los censos de población del INE Población de hecho según los censos de población del INE |

La situación de la población durante todo el siglo XX y los inicios del XXI nos deja unas situaciones diferentes y unas conclusiones bastantes claras y concisas. Con todo la evolución del concejo en cuanto a su población, nos muestra dos etapas bien diferenciadas. Una primera, que va desde comienzos de la centuria pasada y que alcanza hasta al mitad del siglo, en la que se produce un crecimiento constante que nos deja una cifra máxima de 4.359 habitantes. La segunda etapa comienza en esta fecha y sigue todavía actualmente, y en ella la tendencia anterior cambia de rumbo produciéndose un retroceso en la población, que hace que hoy Las Regueras presente una población de 1874 habitantes. Esta regresión es debida sobre todo a la falta de perspectivas en la economía local, basada principalmente en el sector agropecuario, y también a la cercanía de los centros industriales de la región, aunque esta circunstancia, aunque parezca raro, ha ayudado a sostener las pérdidas haciendo que éstas no fueran mucho más grandes.
Con todas estas circunstancias, las estructuras demográficas del concejo empiezan a presentar cierto desequilibrio, con un envejecimiento de la población cada vez más numeroso, y una falta de nacimientos bastante considerable. Actualmente la localidad de L'Escampleru es la más poblada de todos los núcleos de población, con más de 200 habitantes.

## Economía
La actividad económica del concejo, gira alrededor del sector agropecuario, empleando a casi el 71,96% de la población activa de las Regueras, siendo uno de los pocos municipios de la comarca central asturiana que todavía dependen mayoritariamente de él. La ganadería es la actividad principal en Las Regueras, teniendo las explotaciones una mayoría de ganado vacuno, estando su producción claramente dirigida hacia el sector lácteo, como así lo demuestra el predominio de la raza frisona sobre todas las demás.
El sector secundario y de la construcción apenas si tiene representación aquí, ocupando al 3,21% de la población, cifra casi despreciable. La rama de la construcción y la de la madera, papel, artes gráficas y edición son las únicas que tienen representación dentro del sector, teniendo la particularidad de que mucha de la mano de obra disponible en el concejo se traslada a Oviedo, Avilés o Gijón, dada la cercanía del concejo con estos tres grandes núcleos industriales y de población.
Por último el sector terciario de los servicios representa a un total del 24,83% de los empleos locales, siendo el único de los tres que progresa positivamente, con un crecimiento constante durante estos últimos años. El comercio representa la mayor concentración de personas ocupadas dentro de este sector, dándose la mayoría de las licencias en la capital, Santullano y en Escamplero.

## Administración y política

### Gobierno municipal
Desde 1979, el partido que más tiempo ha gobernado en el concejo de Las Regueras ha sido el PSOE, que ha gobernado desde 1991 hasta 2015 (6 legislaturas) con el alcalde José Miguel Suárez Tamargo, consiguiendo mayoría absoluta en las legislaturas de 2003-2007 y 2007-2011; y que sigue en la actualidad con la alcaldesa, María Isabel Méndez Ramos, que gobierna desde 2011.
| Periodo   | Nombre                     | Partido | Partido                                    |
| --------- | -------------------------- | ------- | ------------------------------------------ |
| 1979-1984 | Joaquín Aza González       |         | Alianza Popular (AP)                       |
| 1984-1991 | José Antonio Pérez Álvarez |         | Partido Popular (PP)                       |
| 1991-2011 | José Miguel Tamargo Suárez |         | Federación Socialista Asturiana (FSA-PSOE) |
| 2011-act. | María Isabel Méndez Ramos  |         | Federación Socialista Asturiana (FSA-PSOE) |

| Partido político    | Partido político                                                                                | 1979   | 1983   | 1987   | 1991   | 1995   | 1999   | 2003   | 2007   | 2011   | 2015   | 2019   | 2023   |
| Partido político    | Partido político                                                                                | Ediles | Ediles | Ediles | Ediles | Ediles | Ediles | Ediles | Ediles | Ediles | Ediles | Ediles | Ediles |
|                     | Federación Socialista Asturiana (FSA-PSOE)                                                      | 4      | 5      | 3      | 3      | 5      | 5      | 7      | 7      | 5      | 6      | 7      | 5      |
|                     | Agrupación de Electores Independientes de Las Regueras (AEI)                                    | —      | —      | —      | —      | —      | —      | —      | —      | 3      | 2      | —      | —      |
|                     | Alianza Popular (AP)-Partido Popular (PP)                                                       | 6      | 6      | 5      | 3      | 3      | 3      | 4      | 4      | 2      | 1      | 1      | 4      |
|                     | Foro Asturias (FAC)                                                                             | —      | —      | —      | —      | —      | —      | —      | —      | 1      | 0      | —      | —      |
|                     | Partido Comunista de España (PCE)-Izquierda Unida (IU)-Bloque por Asturies (BA)                 | —      | —      | 1      | 2      | 1      | 1      | 0      | 0      | 0      | —      | 0      | 0      |
|                     | Unión de Centro Democrático (UCD)-Centro Democrático y Social (CDS)-Centristas Asturianos (CAS) | 1      | 0      | 2      | 3      | 2      | —      | —      | —      | —      | —      | —      | —      |
|                     | Agrupación Independiente de Las Regueras (AIR)                                                  | —      | —      | —      | —      | —      | 2      | —      | —      | —      | —      | —      | —      |
|                     | Ciudadanos (CS)                                                                                 | —      | —      | —      | —      | —      | —      | —      | —      | —      | 1      | —      | —      |
| Total de concejales | Total de concejales                                                                             | 11     | 11     | 11     | 11     | 11     | 11     | 11     | 11     | 11     | 9      | 9      | 9      |

### Organización territorial
- Biedes
- Santullano
- Soto
- Trasmonte
- Valduno
- Valsera

## Cultura

### Patrimonio

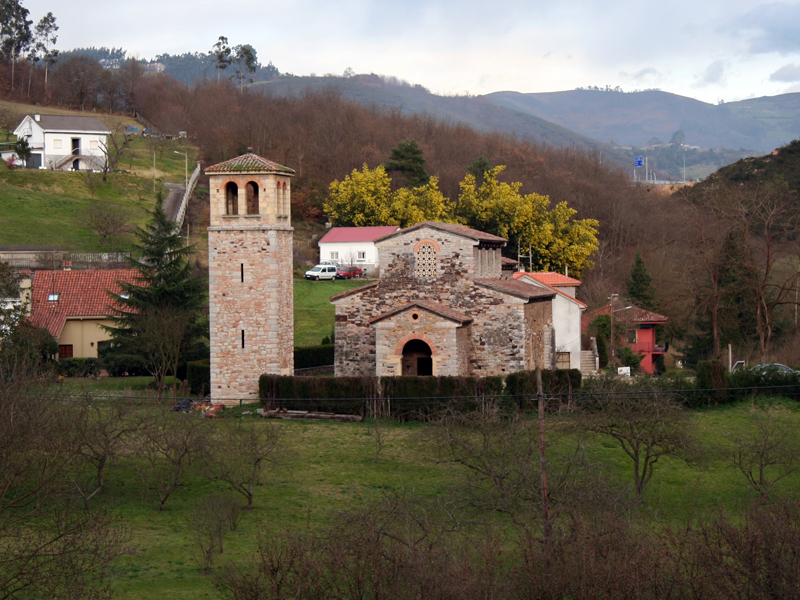
Iglesia de San Pedro de Nora

La obra artística más destacada del municipio de Las Regueras, corresponde a la iglesia prerrománica de San Pedro de Nora, que aunque se supuso en un primer momento que fue donada por Alfonso III, hoy en día se atribuye a la época de Alfonso II, ya que guarda gran parecido con la de San Julián de los Prados de Oviedo, fundada bajo su mandato. Está estructurada en tres plantas, con cabecera triple de testero recto, pórtico a los pies y cámaras laterales adosadas, estando las tres naves separadas por pilares y arcos de ladrillo que tienen una altura considerable y una gran esbeltez.
Otro edificio que presentaba elementos artísticos importantes era la iglesia románica de Valsera, actualmente desaparecida, y la cual tenía un ábside de planta semicircular y una bonita decoración en capiteles, rinconeras y ventanas.
El resto de edificaciones religiosas del concejo ya presentan características más modernas, pudiendo contemplar en Valduno, la iglesia de Santa Eulalia, de nave única con planta en cruz latina. Al exterior muestra un amplio imafronte con óculos, espadaña de doble vano y remates de pináculos.
Los templos de Santa María de Soto, San Juan de Trasmonte, San Martín de Biedes y la ermita de Santa Ana en Premoño, nos muestran el estilo típico rural asturiano, con realización de mampostería y ligera decoración.
Dentro de la arquitectura civil y popular tenemos el conjunto señorial de Bolgues, que cuenta con un palacio construido desde el siglo XVI al XIX, y que tiene un importante y bonito patio interior cubierto de madera, donde también se ubica la escalera principal. También posee una capilla fundada al mismo tiempo que el palacio y reconstruida posteriormente en el siglo XVIII.
En Santullano encontramos el palacio de Viado, que presenta un escudo de grandes proporciones situado en la fachada principal. La Casona de Ardaje en Valduno, con una bonita galería con arcos de medio punto, y la Casona de la Caballera en Puerma, también con una capilla adosada, testimonian del mismo modo una importante presencia solariega en la zona.
Otras edificaciones interesantes como los molinos que señalan los ríos Soto y Andallón, y los típicos hórreos, algunos fuertemente decorados, completan el patrimonio arquitectónico del concejo, integrado perfectamente en su paisaje.

### Fiestas
Entre sus fiestas, destacaremos:
En el mes de junio, son las fiestas de San Juan en la localidad de Trasmonte el día 24.
El último fin de semana del mes de junio, se celebra la Fiesta del Bollo en la localidad de Bolgues, parroquia de Valduno.
En el mes de julio, son las fiestas de El Carmen en Escamplero el día 16.
En el mes de agosto, hay diferentes fiestas: La Sacramental en la localidad de Valduno primer domingo, la Sacramental en Santullano, segundo domingo y las fiestas de La Sacramental en Soto, tercer domingo.
En el primer domingo de septiembre  se celebra la fiesta de los santos  Mártires en MARIÑES
de la parroquia de BIEDES
En el mes de septiembre, son las fiestas de El Cristo en Biedes.
El primer domingo de octubre se celebra la romería radicional de El Espíritu Santo, en Parades.
En el mes de noviembre tiene lugar el Certamen de La Castaña Valduna, producto típico de este concejo.
Ese mismo mes, se celebra en Biedes la festividad de su patrón: San Martín de Tours.
Numerosas son las fiestas que se conmemoran en el concejo de Las Regueras, teniendo todas ellas su importancia, mezclándose durante sus celebraciones las tradiciones más antiguas con otras más contemporáneas. Así en todas ellas podemos disfrutar tanto del sentir religioso, como el folclórico, uniendo a todo ello una importante tradición gastronómica, elemento fundamental en la mayoría de las celebraciones festivas del Principado de Asturias.